# Дашков, Семён Дмитриевич
Князь Семён Дмитриевич Дашков — наместник и воевода во времена правления Ивана IV Васильевича Грозного.
Из княжеского рода Дашковы. Средний сын родоначальника князей Дашковы —  князя Дмитрия Михайловича по прозванию Дашко. Имел братьев, князей: Андрея и Ивана Дмитриевичей.

## Биография
В октябре 1551 года записан во вторую статью московских детей боярских. В 1554 году послан с князем Телятьевским на Арские места и бунтующие казанские народы, за сей поход пожалован ползолотой Угорский. В 1557-1558 годах наместник в Рыльске. В 1559 году годовал пятым воеводою в Свияжске, то же самое в Смоленске в 1561 году. В 1562 году второй воевода в Великих Луках.
По родословной росписи показан бездетным.